# 坎贝塞斯 (巴塞卢什)
坎贝塞斯（葡萄牙語：Cambeses）是葡萄牙布拉加区巴塞卢什的一个堂区。总面积3.41平方公里，总人口1346人，人口密度394.7人/平方公里。